# Algee Smith
Algee Smith IV (nascido em 7 de novembro de 1994) é um ator e cantor americano. Após atuar em vários pequenos papéis na televisão, Smith alcançou a fama interpretando Ralph Tresvant na minissérie The New Edition Story, da BET. No mesmo ano, foi aclamado pela crítica como Larry Reed no filme Detroit, de Kathryn Bigelow. Ele ficou mais conhecido pelo seu papel como o jogador de futebol americano Christopher "Chris" McKay na série dramática da HBO, Euphoria.

## Biografia
Algee Smith, de ascendência afro-americana, nasceu em Saginaw, Michigan. Aos oito anos, ele e sua família se mudaram de Michigan para Atlanta, onde ele iniciou sua carreira de ator. Tendo um pai ocultista e uma mãe estilista, Smith estava bem imerso nas artes e também completou sua primeira gravação de rap aos 9 anos. Durante esse tempo, ele conseguiu vários papéis menores na televisão; aqueles aos quais ele credita por "aperfeiçoar sua arte". Smith foi educado em casa durante o ensino médio. Ele deixou Atlanta, Geórgia, e se mudou para Los Angeles aos 20 anos.